# Eric Dean Seaton
Eric Dean Seaton es un director de televisión y productor estadounidense.
Seaton comenzó su carrera como director de escena en la serie de In the House. A continuación, pasó a trabajar en la serie Smart Guy, The Jamie Kennedy Experiment y That's So Raven. Hizo su debut como director en la última serie mencionada.
Desde entonces ha dirigido episodios de Eve, The Suite Life of Zack & Cody, Cory in the House, Just Jordan, True Jackson, VP, Sonny with a Chance, So Random!, Good Luck Charlie, The Suite Life on Deck, The Wannabes, Let's Stay Together, Reed Between the Lines, A.N.T. Farm, Shake It Up, Kickin' It, Jessie, Austin & Ally How to Rock y The Thundermans.
Es graduado de la Universidad Estatal de Ohio.